# Fleischbrücke
Most mięsny (niem: Fleischbrücke) – renesansowy most w Norymberdze nad rzeką Pegnitz. Jego nazwa nawiązuje do rzeźni, która znajdowała się obok. Pierwszy most powstał w tym miejscu około 1200. W latach 1418, 1432 i 1595 poprzednie konstrukcje były niszczone przez ogień lub powódź. Nowa konstrukcja z 1596 nawiązuje do Mostu Rialto w Wenecji. Most zachował się od XVI wieku bez większych zmian.

## Źródła
- Werner Lorenz und Christiane Kaiser: Die Fleischbrücke Nürnberg. Bundesingenieurkammer, Berlin 2011, ISBN 978-3-941867-07-9.